# Papieska elekcja 1276 (Jan XXI)
Papieska elekcja we wrześniu 1276 – odbyła się po śmierci Hadriana V i zakończyła wyborem Portugalczyka Jana XXI na jego następcę.

## Pontyfikat Hadriana V. Zawieszenie konstytucji Ubi periculum o konklawe
Hadrian V zmarł 18 sierpnia 1276 w Viterbo po 39 dniach pontyfikatu, zanim doszło do jego konsekracji i koronacji. W tym czasie zdążył jednak zawiesić konstytucję „Ubi periculum” z 1274, ustanawiającą instytucję konklawe. Obiecał wydanie nowych regulacji co do wyboru papieża, ale zmarł zanim to nastąpiło.
Śmierć Hadriana V oznaczała trzecią już sediswakancję w ciągu 1276 roku.

## Lista uczestników
W chwili śmierci Hadriana V żyło 12 kardynałów, jednak kardynał biskup Palestriny, Vicedominus de Vicedominis zmarł w trakcie sediswakancji, a kardynał Simon de Brion był wówczas we Francji jako legat papieski:
- Pedro Julião Reboli (nominacja kardynalska: 3 czerwca 1273) – kardynał biskup Tusculum; prymas Świętego Kolegium Kardynałów
- Bertrand de Saint-Martin OSB (3 czerwca 1273) – kardynał biskup Sabiny; komendatariusz kościoła prezbiterialnego S. Marcello; penitencjariusz większy
- Simone Paltineri (24 grudnia 1261) – kardynał prezbiter Ss. Silvestro e Martino; protoprezbiter Świętego Kolegium Kardynałów
- Ancher Pantaleon (31 maja 1262) – kardynał prezbiter S. Prassede
- Guillaume de Bray (31 maja 1262) – kardynał prezbiter S. Marco; kamerling Świętego Kolegium Kardynałów
- Riccardo Annibaldi (29 maja 1238) – kardynał diakon S. Angelo in Pescheria; protodiakon Świętego Kolegium Kardynałów; archiprezbiter bazyliki watykańskiej
- Giovanni Gaetano Orsini (28 maja 1244) – kardynał diakon S. Nicola in Carcere Tulliano; komendatariusz kościołów prezbiterialnych S. Crisogono i S. Lorenzo in Damaso; inkwizytor generalny Świętego Oficjum Inkwizycji
- Giacomo Savelli (24 grudnia 1261) – kardynał diakon S. Maria in Cosmedin; komendatariusz kościoła prezbiterialnego S. Anastasia; legat w prowincji Patrymonium św. Piotra
- Goffredo da Alatri (24 grudnia 1261) – kardynał diakon S. Giorgio in Velabro
- Matteo Orsini Rosso (31 maja 1262) – kardynał diakon S. Maria in Portico

Sześciu elektorów mianował Urban IV, dwóch Grzegorz X, a po jednym Innocenty IV i Grzegorz IX. Sześciu spośród nich było Włochami, trzech Francuzami, a jeden Portugalczykiem.

### Nieobecni
- - †Vicedominus de Vicedominis (3 czerwca 1273) – kardynał biskup Palestriny (zmarł 6 września w Viterbo)
- Simon de Brion (24 grudnia 1261) – kardynał prezbiter S. Cecilia; legat papieski we Francji

## Przebieg elekcji
Zgodnie z konstytucją Ubi periculum, kardynałowie powinni byli zebrać się w celu wybrania następcy Adriana V dziesiątego dnia po jego śmierci. Mieszkańcy Viterbo zażądali od nich zastosowania się do przepisów konstytucji. Kardynałowie, powołując się na zawieszenie tej konstytucji przez Adriana V, odmówili jednak, co doprowadziło do zamieszek i dalszej zwłoki w rozpoczęciu obrad. Dodatkowym powodem odroczenia początku elekcji było prawdopodobnie oczekiwanie na przybycie kardynała Vicedominusa de Vicedominis, który leżał chory w klasztorze S. Croce w Rzymie, ale zapowiedział swój przyjazd do Viterbo. Vicedominus przybył do Viterbo na początku września, jest jednak mało prawdopodobne, by wziął udział w elekcji, gdyż zmarł 6 września 1276.
Po uspokojeniu się sytuacji w Viterbo kardynałowie przystąpili do głosowania. Wbrew obawom, mimo istniejących antagonizmów między Włochami i Francuzami, kardynałowie już pierwszego dnia doszli do porozumienia. Za radą kardynała Giovanniego Gaetano Orsiniego jednogłośny wybór padł na jedynego neutralnego kandydata, Portugalczyka Pedro Julião Reboli, biskupa Tusculum, lekarza i filozofa. Dokładna data jego wyboru jest niepewna, najprawdopodobniej jednak doszło do niego w dniu 15 września 1276. Wskutek błędnej numeracji papieży o imieniu Jan w XIII-wiecznych katalogach elekt przyjął imię Jan XXI, chociaż nigdy nie było Jana XX. 20 września w kościele św. Wawrzyńca w Viterbo nowy papież został uroczyście koronowany przez kardynała Giovanniego Gaetano Orsiniego, który w największym stopniu przyczynił się do jego wyboru.
Jan XXI uważany jest za jedynego w historii papieża-Portugalczyka, choć z terenów dzisiejszej Portugalii mógł pochodzić także papież Damazy I (366-384).